# Parkano
Parkano este o comună din Finlanda.